# Mohamed Alhousseini Alhassan
Mohamed Lamine Alhousseini Alhassan (22 luglio 1978) è un ex nuotatore nigerino, specializzato nello stile libero.

## Biografia
Rappresentò il Niger ai Giochi olimpici estivi di Pechino 2008, dove fu alfiere durante la cerimonia d'apertura. In piscina ottenne il 95º tempo nelle batterie dei 50 m stile libero e fu eliminato.